# Nicodemus Tessin starszy

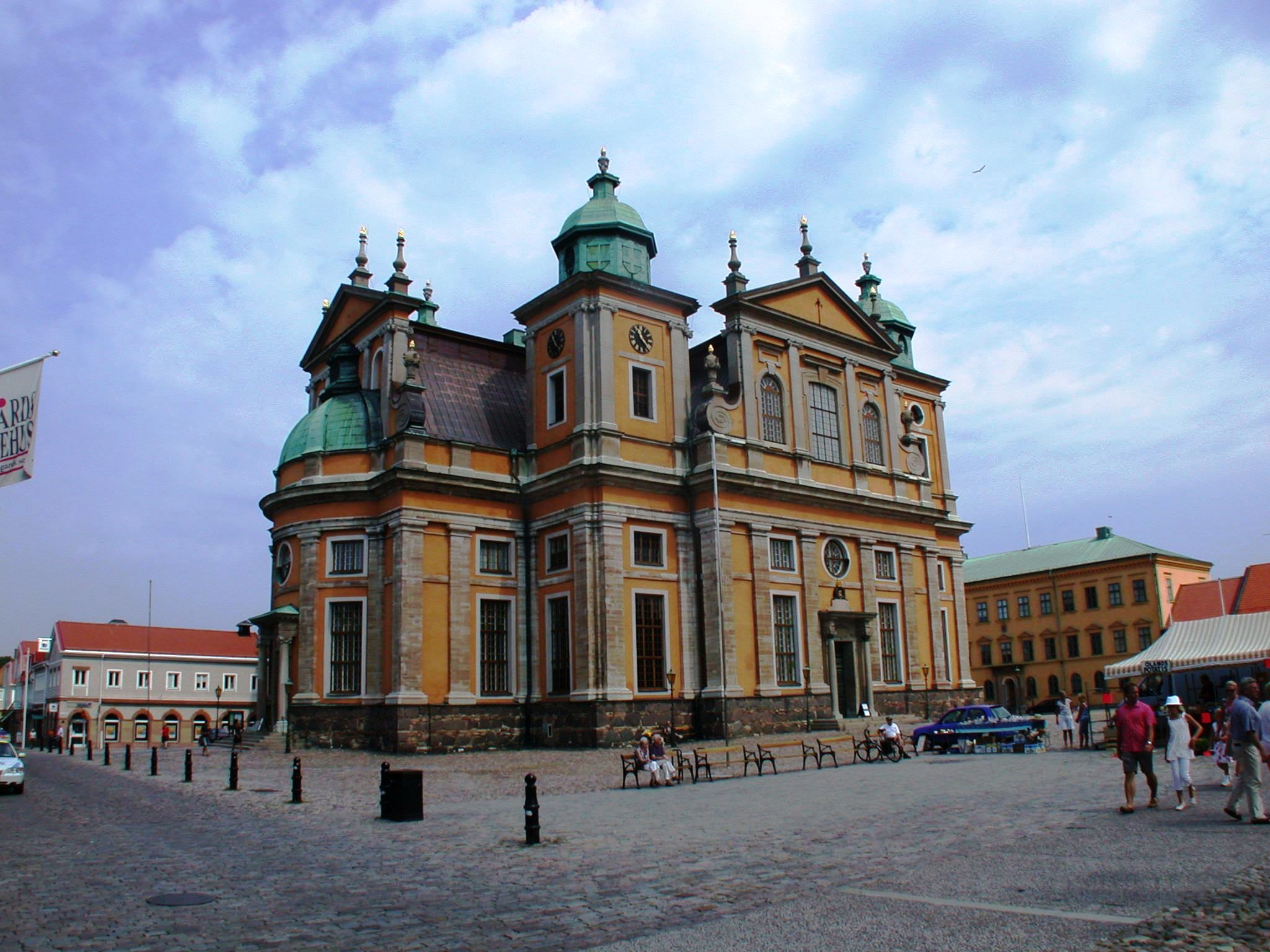
Katedra w Kalmarze przebudowana w stylu barokowym przez Nicodemusa Tessina starszego

Nicodemus Tessin starszy (ur. 7 grudnia 1615 w Stralsundzie, zm. 24 maja 1681 w Sztokholmie) – szwedzki architekt pochodzenia niemieckiego.
Nicodemus Tessin starszy oraz Nicodemus Tessin młodszy – ojciec i syn, dwaj szwedzcy architekci, reprezentują nieco odmienny kierunek baroku. Ich dzieła nawiązują do wzorów włoskiego baroku.
Nicodemus Tessin młodszy ukończył dzieło ojca jakim był letni pałac królewski w Drottningholm pod Sztokholmem.
Najważniejsze dzieła Nicodemusa Tessina starszego to:
- letni pałac królewski w Drottningholm pod Sztokholmem (od 1662), po śmierci ojca budowę zamku ukończył jego syn
- królewska kaplica grobowa przy kościele Riddarholmen w Sztokholmie (1671)
- katedra w Kalmarze (od 1660)
- ratusz w Göteborgu (1670–1672)
- liczne pałace:
  - wspólnie z Jeane'm de la Vallée – Skokloster (1654–1676) i Bonde (1662–1673)
  - Strömsholm (1669),
  - Pałac Wrangla (1652–1670)
  - Bååtska palatset 1662–1669